# Eddie Quillan
Eddie Quillan, född 31 mars 1907 i Philadelphia, Pennsylvania, död 18 juli 1990 i Burbank, Kalifornien, var en amerikansk skådespelare. Han filmdebuterade 1926 och gjorde sin sista roll för TV 1987. Framförallt under 1960-talet och 1970-talet var han en flitigt anlitad gästskådespelare i amerikanska TV-produktioner.

## Filmografi i urval
- 1934 – Vårflugan
- 1935 – Myteri
- 1937 – I storstaden
- 1939 – Folkets hjälte
- 1939 – Som skapta för varann
- 1940 – Vredens druvor
- 1942 – Mördare i handskar
- 1944 – Bedragaren
- 1963 – Smekmånad på tre
- 1977–1983 – Lilla huset på prärien (TV-serie)